# عروس لامرمور
عروس لامرمور (بالإنجليزية: The Bride of Lammermoor)‏ هي رواية تاريخية بقلم السير والتر سكوت، التي نشرت في عام 1819. تدور أحداث الرواية في تلال لامرمور في جنوب شرق إسكتلندا، ويحكي عن قصة حب مأساوية بين الشابة لوسي أشتون وعدو عائلتها إدغار رافينزوود. وأشار سكوت إلى أن القصة مستندة على حدث حقيقي. نشرت هذه القصة مع أسطورة من مونتروز معا في الجزء الثالث من سلسلة حكايات سكوت «حكايات عن مالك الأرض». كما هو الحال مع جميع روايات ويفرلي، فقد نشرت عروس لامرمور باسم مجهول. وتزعم الرواية أن القصة كانت متناقلة شفهيا، ثم جمعها رجل يدعى «بيتر باتيسون»، ونشرت بعد ذلك عن طريق «جيديدايا كليشبوثام». تضمنت «طبعة يفرلي» للعام 1830 مقدمة بقلم سكوت يناقش فيها المصدر الفعلي للقصة. تغير تاريخ الأحداث في الطبعات اللاحقة: الطبعة الأولى تضع القصة في القرن السابع عشر؛ طبعة 1830 تضع الأحداث في عهد الملكة آن، بعد قانون الاتحاد عام 1707 الذي دمج إسكتلندا وإنجلترا. اقتبس دونيزيتي القصة إلى أوبرا بعنوان لوسيا دي لامرمور عام 1835.